# Йеменско-эритрейские отношения
Йеменско-эритрейские отношения — двусторонние дипломатические отношения между Йеменом и Эритреей.

## История
В конце 1960-х и большей части 1970-х годов правительство Южного Йемена оказывало поддержку эритрейским повстанцам в их борьбе за независимость от Эфиопии. В 1977 году правительство Южного Йемена разорвало отношения с эритрейскими повстанцами под давлением Советского Союза. В конце 1980-х годов СССР свернул оказание помощи Эфиопии и Южный Йемен также прекратил поддерживать эту страну. В 1991 году Йемен установил дипломатические отношения с Эритреей, а в 1993 году признал её независимость от Эфиопии. Несмотря на развитие торговых контактов, отношения между двумя странами оставались напряжёнными из-за споров вокруг морской границы в Красном море.
В ноябре 1994 года между странами произошел конфликт, вызванный фактов ловли рыбы йеменскими рыбаками в территориальных водах Эритреи. Конфликт был урегулирован дипломатическим путем. В декабре 1995 года произошло непродолжительное вооружённое столкновение между Йеменом и Эритреей, вызванное попыткой захвата последней архипелага Ханиш, расположенного в южной части Красного моря. Завершился восстановлением йеменского контроля над островами. После продолжительного разбирательства международным судом в Гааге под руководством Абдул-Карима Алерьяни (Dr. Abdul-Karim Aleryani) (решение от 9 октября 1998 года) Йемену было предоставлено полное право собственности на более крупные острова, а Эритрее — периферические островки юго-западнее более крупных островов.
После урегулирования территориального спора отношения между странами значительно улучшились. В 2004 году президент Эритреи Исайяс Афеворки впервые в истории посетил Йемен с официальным визитом, был подписан ряд межправительственных соглашений в целях стимулирования роста товарооборота. В 2015 году Эритрея присоединилась к коалиции арабских государств во время их вторжения в Йемен.